# Reseda duriaeana
Reseda duriaeana är en resedaväxtart som beskrevs av Jacques Étienne Gay. Reseda duriaeana ingår i släktet resedor, och familjen resedaväxter. Utöver nominatformen finns också underarten R. d. papillosa.